# Testikelsmärta
Testikelsmärta är smärta i eller i närheten av en eller båda testiklarna, oavsett om smärtstället är en refererad smärta eller om smärtstället överensstämmer med platsen för den skada som orsakar den.
Testiklarna kan göra ont på grund av skador i testiklarna, sädesledarna, bitestiklarna eller stödjevävnaderna. Smärtan kan bero på en sjukdom i testiklarna (åderbråck, urinvägsinfektion, nervskada vid diabetes, njursten, slag mot testikeln, eller infektion eller inflammation i området. Beroende på orsak kan smärtan uppkomma med rodnad, uppsvälldhet, feber, smärta vid urinering (dysuri), smärtan kan vara akut igångsättande och skarp vid slag mot testikeln eller testikeltorsion, eller lindrigare och långvarig som vid cystor i området eller åderbråck. Testikelcancer brukar inte ofta yttra sig i smärta.